# Juan Olivares
Juan Segundo Olivares Marambio (født 20. februar 1941 i Viña del Mar, Chile) er en tidligere chilensk fodboldspiller (målmand).
Olivares tilbragte hele sin 17 år lange karriere i hjemlandet, hvor han var tilknyttet Santiago Wanderers, Unión Española og Magallanes. Med både Wanderers og Unión var han med til at vinde det chilenske mesterskab.
Olivares spillede desuden 33 kampe for det chilenske landshold. Han var en del af det chilenske hold, der deltog ved VM i 1966 i England. Her spillede han alle holdets tre kampe, men kunne ikke forhindre at chilenerne blev slået ud efter det indledende gruppespil. Otte år senere deltog han også ved VM i 1974 i Vesttyskland. Han kom dog ikke på banen i denne slutrunde, hvor han var reserve for førstevalget Leopoldo Vallejos.

## Titler
Primera División de Chile
- 1969 med Santiago Wanderers
- 1974 med Unión Española

Copa Chile
- 1961 med Santiago Wanderers